# 89. Oscar-gála
A 89. Oscar-gálán az Amerikai Filmművészetek és Filmtudományok Akadémiája a 2016-os év legjobb filmjeit és filmeseit részesítette elismerésben. A díjátadó ceremóniát 2017. február 26-án rendezték meg a Dolby Színházban Los Angelesben, helyi idő szerint 17:30-tól (hazai idő szerint február 27-én 02:30-tól). A ceremónia alatt az Akadémia 24 kategóriában díjazta az alkotásokat. Az eseményt Amerikában az ABC televízió társaság sugározta. A gála ezen kívül több mint 225 országban volt élőben követhető, többek között Magyarországon is.
A házigazda Jimmy Kimmel amerikai komikus, műsorvezető volt, akit első alkalommal kértek fel erre a megtisztelő feladatra, de korábban már számos nagy díjkiosztót vezetett.

## Az Oscar-szezon menetrendje
| Dátum             | Esemény                                                          |
| ----------------- | ---------------------------------------------------------------- |
| 2017. január 5.   | Összeül a 6200 tagú testület, akik a jelöltekről szavaznak majd. |
| 2017. január 13.  | A 6200 tagú testület befejezi az ülést.                          |
| 2017. január 24.  | Bejelentik a jelölteket.                                         |
| 2017. február 6.  | Ünnepi ebéd a jelöltek számára.                                  |
| 2017. február 13. | Elkezdik a végső szavazást.                                      |
| 2017. február 21. | Befejezik a végső szavazást.                                     |
| 2017. február 26. | Átadják a 89. Oscar-gála díjait.                                 |

## Jelöltek
A jelöltek listáját 2017. január 24-én hozták nyilvánosságra. Az előző évek gyakorlatával szakítva a bejelentés nem a Beverly Hills-i Samuel Goldwyn Színházban tették meg a sajtó jelenlétében, hanem – az Akadémia történetében először – az Akadémia hivatalos honlapján (oscars.org, oscars.com), élő közvetítés útján juttatták el a helyi műsor-szolgáltatókhoz, beleértve a Good Morning America reggeli show műsort. Az Akadémia elnöke, Cheryl Boone Isaacs mellett olyan neves Oscar-díjas és korábban díjra jelölt művészek voltak jelen, mint Guillermo del Toro és Jason Reitman filmrendezők, Brie Larson, Marcia Gay Harden, Glenn Close, Gabourey Sidibe, Jennifer Hudson, Terrence Howard, Vatanabe Ken, Demian Bichir színművészek és Dustin Lance Black író.
A legtöbb jelölést a Kaliforniai álom kapta, Emma Stone és Ryan Gosling főszereplésével, csatlakozva ezzel a Mindent Éváról (1950), valamint a Titanic (1997) rekordszámú, tizennégy jelöléséhez. A zenés romantikus filmet nyolc-nyolc jelöléssel követi az Érkezés, valamint a Holdfény.
Ez évben is van magyar alkotás az Oscar-jelöltek között: Deák Kristóf Mindenki c. kisjátékfilmjét beválogatták a legjobb élőszereplős rövidfilmek közé. Másik magyar vonatkozása a jelölésnek, hogy Michael Dudok de Wit animációs nagyjátékfilmje, A vörös teknős, részben Magyarországon készült. A film 80 percéből mintegy 52 percnyi munkát, beleértve a teljes film rajzi anyagának kifestését is, a kecskeméti rajzfilmstúdióban végezték.
Február 25-én a Filmakadémia visszavonta Greg P. Russell 17. Oscar-díj jelölését legjobb hangkeverés kategóriában a 13 óra: Bengázi titkos katonái című filmért, mivel Russell megsértette a filmek kampányszabályzatát. A hangmérnök telefonon felhívta a Filmakadémia Hangmérnök Szakosztályának tagjait, annak reményében, hogy minél többen rá szavazzanak.

### Díjak
A nyertesek az első helyen sorolva és félkövérrel jelölve.
| Legjobb film | Legjobb rendező |
| --- | --- |
| - Holdfény – Adele Romanski, Dede Gardner és Jeremy Kleiner - Kaliforniai álom – Fred Berger, Jordan Horowitz és Marc Platt - A fegyvertelen katona – Bill Mechanic és David Permut - A régi város – Matt Damon, Kimberly Steward, Chris Moore, Lauren Beck és Kevin J. Walsh - A számolás joga – Donna Gigliotti, Peter Chernin, Jenno Topping, Pharrell Williams és Theodore Melfi - Érkezés – Shawn Levy, Dan Levine, Aaron Ryder és David Linde - Kerítések – Scott Rudin, Denzel Washington és Todd Black - A préri urai – Carla Hacken és Julie Yorn - Oroszlán – Emile Sherman, Iain Canning és Angie Fielder | - Damien Chazelle – Kaliforniai álom - Mel Gibson – A fegyvertelen katona - Barry Jenkins – Holdfény - Kenneth Lonergan – A régi város - Denis Villeneuve – Érkezés |
| Legjobb férfi főszereplő | Legjobb női főszereplő |
| - Casey Affleck – A régi város mint Lee Chandler - Andrew Garfield – A fegyvertelen katona, mint Desmond T. Doss - Ryan Gosling – Kaliforniai álom, mint Sebastian Wilder - Viggo Mortensen – Captain Fantastic, mint Ben Cash - Denzel Washington – Kerítések, mint Troy Maxson | - Emma Stone – Kaliforniai álom mint Mia Dolan - Isabelle Huppert – Elle, mint Michèle LeBlanc - Ruth Negga – Loving, mint Mildred Loving - Natalie Portman – Jackie, mint Jackie Kennedy - Meryl Streep – Florence – A tökéletlen hang, mint Florence Foster Jenkins |
| Legjobb férfi mellékszereplő | Legjobb női mellékszereplő |
| - Mahershala Ali – Holdfény mint Juan - Jeff Bridges – A préri urai, mint Marcus Hamilton - Lucas Hedges – A régi város, mint Patrick Chandler - Dev Patel – Oroszlán, mint Saroo Brierley - Michael Shannon – Éjszakai ragadozók, mint Bobby Andes detektív | - Viola Davis – Kerítések mint Rose Lee Maxson - Naomie Harris – Holdfény, mint Paula - Nicole Kidman – Oroszlán, mint Sue Brierley - Octavia Spencer – A számolás joga, mint Dorothy Vaughan - Michelle Williams – A régi város, mint Randi |
| Legjobb eredeti forgatókönyv | Legjobb adaptált forgatókönyv |
| - A régi város – Kenneth Lonergan - Huszadik századi nők – Mike Mills - A homár – Jórgosz Lánthimosz és Efthimis Filippou - A préri urai – Taylor Sheridan - Kaliforniai álom – Damien Chazelle | - Holdfény – Barry Jenkins és Tarell Alvin McCraney; saját In Moonlight Black Boys Look Blue című színművéből - A számolás joga – Allison Schroeder és Theodore Melfi; Margot Lee Shetterly A számolás joga című könyvéből - Érkezés – Eric Heisserer; Ted Chiang Életed története című novellájából - Kerítések – August Wilson; saját Fences című drámájából (posztumusz jelölés) - Oroszlán – Luke Davies; Saroo Brierley és Larry Buttrose Oroszlán c. önéletrajzi könyvéből                                                |
| Legjobb animációs film | Legjobb idegen nyelvű film |
| - Zootropolis – Állati nagy balhé – Byron Howard, Rich Moore és Clark Spencer - A vörös teknős – Michael Dudok de Wit és Szuzuki Tosio - Életem Cukkiniként – Claude Barras és Max Karli - Kubo és a varázshúrok – Travis Knight és Arianne Sutner - Vaiana – John Musker, Ron Clements és Osnat Shurer | - Az ügyfél (Irán) perzsául – Aszhar Farhadi - Az ember, akit Ovénak hívnak (Svédország) svédül – Hannes Holm - Homok alatt (Dánia) dánul – Martin Zandvliet - Tanna (Ausztrália) nauvhal nyelven – Martin Butler és Bentley Dean - Toni Erdmann (Németország) németül – Maren Ade |
| Legjobb dokumentumfilm | Legjobb rövid dokumentumfilm |
| - O.J.: Made in America – Ezra Edelman és Caroline Waterlow - 13th – Ava DuVernay, Spencer Averick és Howard Barish - I Am Not Your Negro – Raoul Peck, Rémi Grellety és Hébert Peck - Life, Animated – Roger Ross Williams és Julie Goldman - Tűz a tengeren – Gianfranco Rosi és Donatella Palermo | - The White Helmets – Orlando von Einsiedel és Joanna Natasegara - 4.1 Miles – Daphne Matziaraki - Extremis – Dan Krauss - Joe's Violin – Kahane Cooperman és Raphaela Neihausen - Watani: My Homeland – Marcel Mettelsiefen és Stephen Ellis |
| Legjobb élőszereplős rövidfilm | Legjobb animációs rövidfilm |
| - Mindenki – Deák Kristóf és Udvardy Anna - Ennemis intérieurs – Sélim Azzazi - La Femme et le TGV – Timo von Gunten és Giacun Caduff - Silent Nights – Aske Bang és Kim Magnusson - Timecode – Juanjo Giménez | - Piper – Alan Barillaro és Marc Sondheimer - Blind Vaysha – Theodore Ushev - Borrowed Time – Andrew Coats és Lou Hamou-Lhadj - Pear Cider and Cigarettes – Robert Valley és Cara Speller - Pearl – Patrick Osborne |
| Legjobb eredeti filmzene | Legjobb eredeti dal |
| - Kaliforniai álom – Justin Hurwitz - Jackie – Micachu - Oroszlán – Dustin O'Halloran és Hauschka - Holdfény – Nicholas Britell - Utazók – Thomas Newman | - „City of Stars” a Kaliforniai álom c. filmből – zene: Justin Hurwitz, szöveg: Pasek and Paul - „Can’t Stop the Feeling!” a Trollok c. filmből – zene és szöveg: Justin Timberlake, Max Martin és Karl Johan Schuster (Shellback) - „Audition (The Fools Who Dream)” a Kaliforniai álom c. filmből – zene: Justin Hurwitz, szöveg: Pasek and Paul - „The Empty Chair” a Jim: The James Foley Story c. filmből – zene és szöveg: J. Ralph és Sting - „How Far I’ll Go” a Vaiana c. filmből – zene és szöveg: Lin-Manuel Miranda |
| Legjobb hangvágás | Legjobb hangkeverés |
| - Érkezés – Sylvain Bellemare - A fegyvertelen katona – Robert Mackenzie és Andy Wright - Kaliforniai álom – Ai-Ling Lee és Mildred Iatrou Morgan - Mélytengeri pokol – Wylie Stateman és Renée Tondelli - Sully – Csoda a Hudson folyón – Alan Robert Murray és Bub Asman | - A fegyvertelen katona – Kevin O'Connell, Andy Wright, Robert Mackenzie és Peter Grace - 13 óra: Bengázi titkos katonái – Greg P. Russell (jelölését visszavonták), Gary Summers, Jeffrey J. Haboush és Mac Ruth - Érkezés – Bernard Gariépy Strobl és Claude La Haye - Kaliforniai álom – Andy Nelson, Ai-Ling Lee és Steve A. Morrow - Zsivány Egyes – Egy Star Wars-történet – David Parker, Christopher Scarabosio és Stuart Wilson                                                                                        |
| Legjobb látványtervezés | Legjobb operatőr |
| - Kaliforniai álom – Sandy Reynolds-Wasco és David Wasco - Ave, Cézár! – Jess Gonchor és Nancy Haigh - Érkezés – Patrice Vermette és Paul Hotte - Legendás állatok és megfigyelésük – Stuart Craig és Anna Pinnock - Utazók – Guy Hendrix Dyas és Gene Serdena | - Kaliforniai álom – Linus Sandgren - Érkezés – Bradford Young - Holdfény – James Laxton - Némaság – Rodrigo Prieto - Oroszlán – Greig Fraser |
| Legjobb smink | Legjobb jelmez |
| - Suicide Squad – Öngyilkos osztag – Alessandro Bertolazzi, Giorgio Gregorini és Christopher Nelson - Az ember, akit Ovénak hívnak – Eva von Bahr és Love Larson - Star Trek: Mindenen túl – Joel Harlow és Richard Alonzo | - Legendás állatok és megfigyelésük – Colleen Atwood - Florence – A tökéletlen hang – Consolata Boyle - Jackie – Madeline Fontaine - Kaliforniai álom – Mary Zophres - Szövetségesek – Joanna Johnston |
| Legjobb vágás | Legjobb vizuális effektek |
| - A fegyvertelen katona – John Gilbert - Érkezés – Joe Walker - A préri urai – Jake Roberts - Holdfény – Nat Sanders és Joi McMillon - Kaliforniai álom – Tom Cross | - A dzsungel könyve – Robert Legato Adam Valdez, Andrew R. Jones és Dan Lemmon - Doctor Strange – Stephane Ceretti, Richard Bluff, Vincent Cirelli és Paul Corbould - Kubo és a varázshúrok – Steve Emerson, Oliver Jones, Brian McLean és Brad Schiff - Mélytengeri pokol – Craig Hammeck, Jason Snell, Jason Billington és Burt Dalton - Zsivány Egyes – Egy Star Wars-történet – John Knoll, Mohen Leo, Hal Hickel és Neil Corbould                                                                                          |

### Kormányzói díjak
Az Amerikai Filmművészetek és Filmtudományok Akadémiája 2016. november 12-én tartotta a 8. Éves Kormányzói Díjátadó ceremóniáját, melyen a következő díjakat adták át:
Tiszteletbeli Oscar-díj
- Jackie Chan (hong kongi harcművész, színész, rendező, producer és énekes)[11]
- Anne V. Coates (vágó)[12]
- Lynn Stalmaster (szereposztó rendező)[13]
- Frederick Wiseman (filmkészítő, dokumentumfilmes és színházi rendező)[14]

## Díjátadás

### A Legjobb film kategória kihirdetése
Warren Beatty és Faye Dunaway adta át a Legjobb filmnek járó elismerést. Beatty a nyertes film nevét tartalmazó boríték kinyitása után egy pillanatra megállt, aztán átadta azt Dunawaynek, aki a Kaliforniai álom című filmet hirdette ki győztesként. A bejelentést követően a film producere, Jordan Horowitz és a stáb tagjai a színpadra mentek, ahol szembesültek azzal, hogy valójában a Holdfény nyerte a díjat. Jordan Horowitz kikapta Warren Beatty kezéből a nyertes produkció nevét, a kamerák felé mutatta, aztán felhívta a színpadra a Holdfény készítőit, hozzátéve „ez nem vicc”. A PricewaterhouseCoopers később kiadott egy közleményt, amelyben bocsánatot kértek minden érintettől amiatt, hogy rossz borítékot adtak át a kategória kihirdetőinek.

## Többszörös jelölések és elismerések
| Jelölés | Díj | Magyar cím                             | Eredeti cím                             |
| ------- | --- | -------------------------------------- | --------------------------------------- |
| 14      | 6   | Kaliforniai álom                       | La La Land                              |
| 8       | 1   | Érkezés                                | Arrival                                 |
| 8       | 3   | Holdfény                               | Moonlight                               |
| 6       | 2   | A fegyvertelen katona                  | Hacksaw Ridge                           |
| 6       | 2   | A régi város                           | Manchester by the Sea                   |
| 6       | 0   | Oroszlán                               | Lion                                    |
| 4       | 1   | Kerítések                              | Fences                                  |
| 4       | 0   | A számolás joga                        | Hidden Figures                          |
| 4       | 0   | –––                                    | Hell or High Water                      |
| 3       | 0   | Jackie                                 | Jackie                                  |
| 2       | 0   | Az ember, akit Ovénak hívnak           | En man som heter Ove                    |
| 2       | 0   | Florence – A tökéletlen hang           | Florence Foster Jenkins                 |
| 2       | 0   | Kubo és a varázshúrok                  | Kubo and the Two Strings                |
| 2       | 1   | Legendás állatok és megfigyelésük      | Fantastic Beasts and Where to Find Them |
| 2       | 0   | Vaiana                                 | Moana                                   |
| 2       | 0   | Utazók                                 | Passengers                              |
| 2       | 0   | Zsivány Egyes – Egy Star Wars-történet | Rogue One: A Star Wars Story            |